# Bryoerythrophyllum bolivianum
Bryoerythrophyllum bolivianum är en bladmossart som beskrevs av Robert Zander 1978 [1979. Bryoerythrophyllum bolivianum ingår i släktet fotmossor, och familjen Pottiaceae. Inga underarter finns listade i Catalogue of Life.